# Timor
 (décembre 2016).
Si vous disposez d'ouvrages ou d'articles de référence ou si vous connaissez des sites web de qualité traitant du thème abordé ici, merci de compléter l'article en donnant les références utiles à sa vérifiabilité et en les liant à la section « Notes et références ».
Pour les articles homonymes, voir Timor (homonymie).
Timor est une île de l'archipel indonésien, dans l'est des Petites îles de la Sonde. Elle est bordée à l'ouest par la mer de Savu, au nord-est par la mer de Banda, et au sud-est par la mer de Timor. En malais, timur signifie « orient », mais ce n'est pas nécessairement l'étymologie du nom de l'île.
La moitié orientale de Timor forme la république du Timor oriental, tandis que la moitié occidentale fait partie de la province indonésienne des Petites îles de la Sonde orientales couvrant quatre circonscriptions (appelées kabupaten) ,(Belu, Kupang, Timor central Sud et Timor central Nord), ainsi qu'une division administrative appelée kota (Kupang).

## Géographie
Sa superficie de 30 077 km2 est équivalente à la taille de la Belgique. Elle se classe 43e île du monde par la superficie (sans compter l'Australie).

### Population

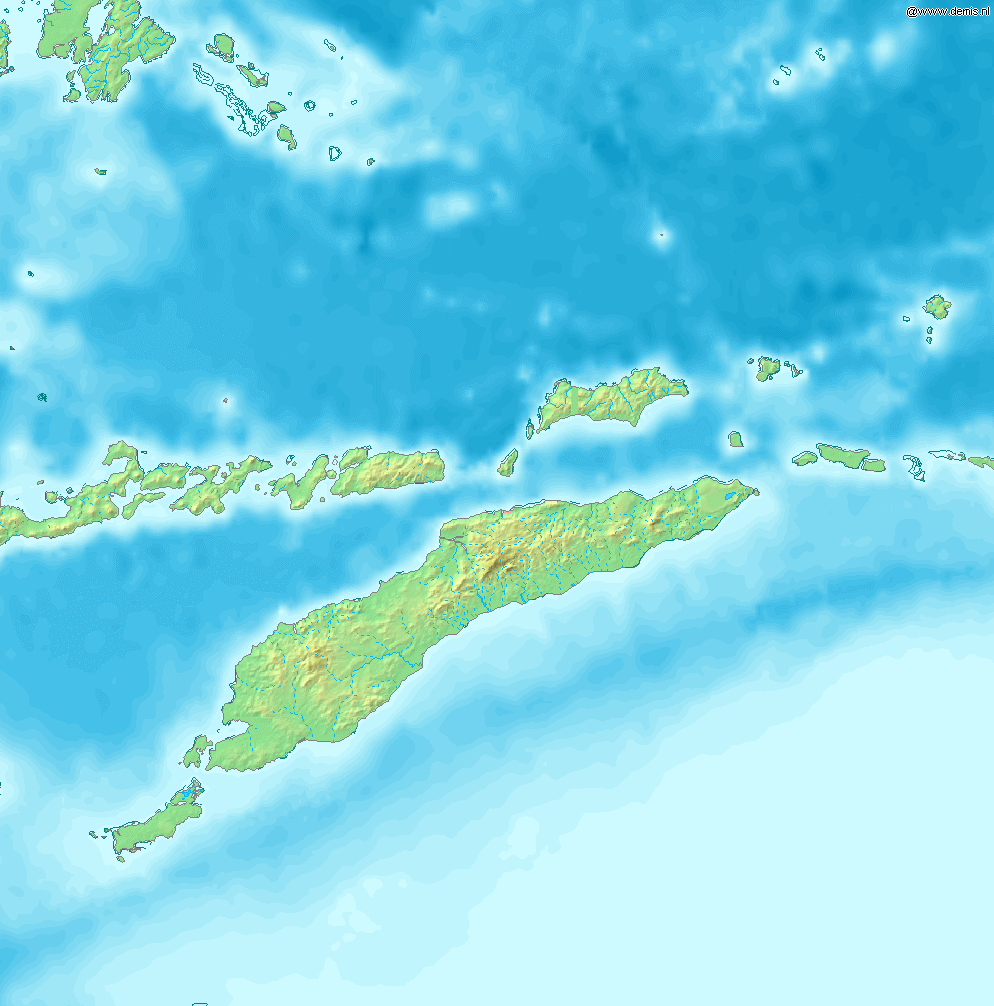
Géographie de l'île.

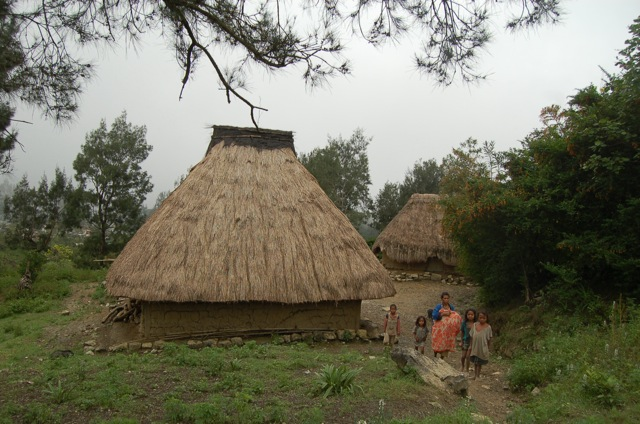
Maison traditionnelle dans la municipalité de Bobonaro, poste administratif de Maliana (Timor oriental).

Les populations de Timor parlent des langues qui appartiennent à deux groupes distincts :
- des langues du groupe dit « central-oriental » de la branche malayo-polynésienne des langues austronésiennes ;
- des langues de la famille dite « trans-Nouvelle-Guinée » des langues papoues.

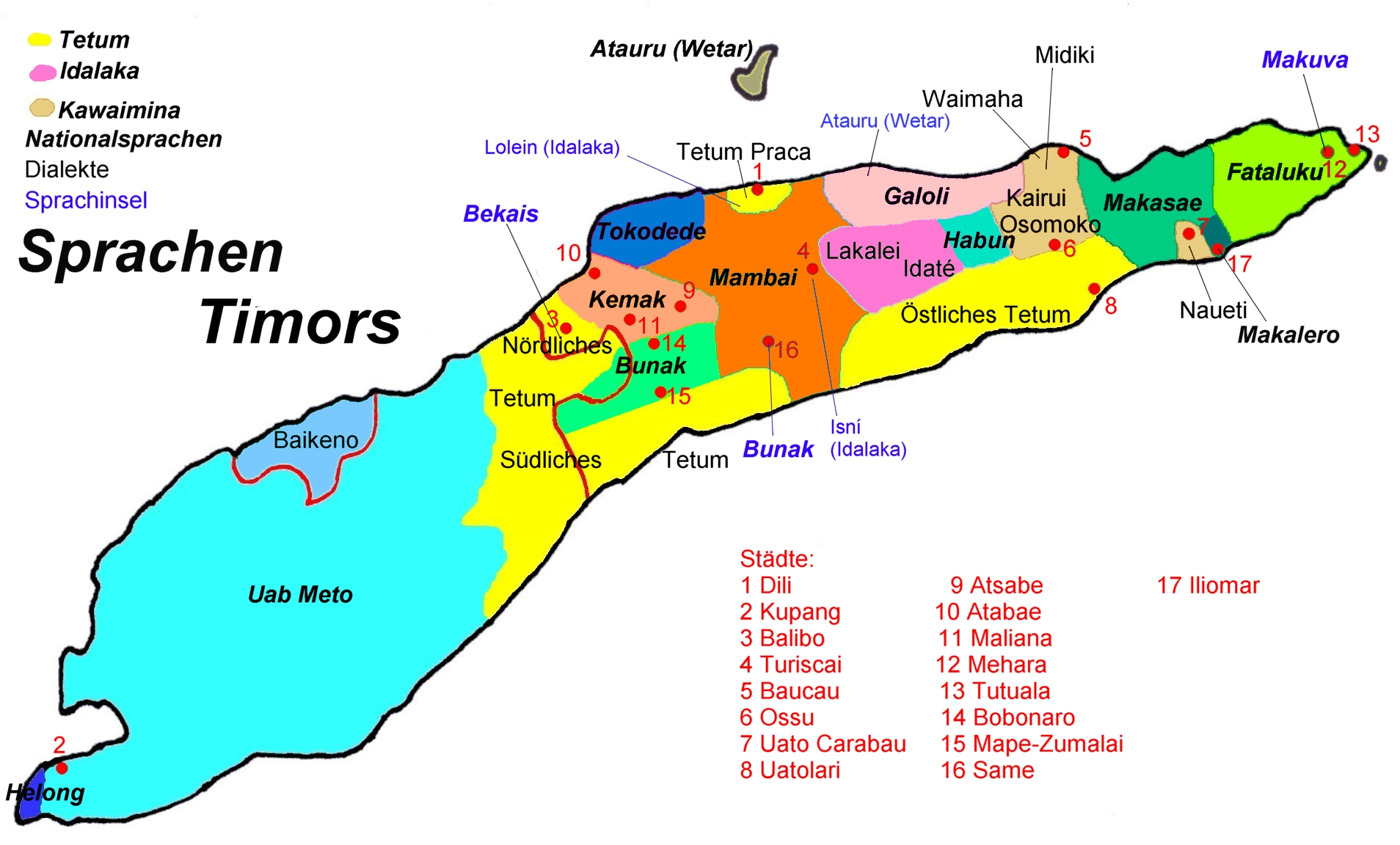
Carte linguistique de Timor.

Cette situation linguistique laisse supposer qu'il a pu y avoir deux types de peuplement de l'île.
Il y a environ 21 000 ans, la Nouvelle-Guinée était reliée à l'Australie, formant la masse continentale appelée « Sahul ». L'Australie avait été peuplée il y a au moins 40 000 ans par des migrations depuis l'actuel continent asiatique. Ces migrations avaient été possibles car à l'époque, le niveau des mers était plus bas qu'actuellement, et le continent australien était alors relié au continent asiatique.
Des migrations avaient également pu avoir eu lieu directement de l'Asie vers la Nouvelle-Guinée et les îles Salomon.
Il y a 5 000 à 6 000 ans, le niveau des mers est remonté pour atteindre la situation actuelle, coupant ces populations du continent asiatique et empêchant d'autres migrations pour un certain temps. Ceci pourrait expliquer la présence à Timor de langues que l'on classe comme papoues.
Par ailleurs, il y a 5 000 ans (3000 av. J.-C.), des habitants du littoral de la Chine du sud commencent à traverser le détroit pour s'installer à Taïwan. Vers 2000 av. J.-C., des migrations ont lieu de Taïwan vers les Philippines. De nouvelles migrations commencent bientôt des Philippines vers Sulawesi et Timor et, de là, vers les autres îles de l'archipel indonésien. Les Austronésiens sont sans doute les premiers grands navigateurs de l'histoire de l'humanité.

## Histoire
Le nom de Timor est attesté dès le XIVe siècle apr. J.-C. Le Nagarakertagama, un poème épique écrit en 1365 dans le royaume javanais de Majapahit, mentionne en effet « Timur » parmi les quelque cent « contrées tributaires » du royaume. En réalité, le territoire contrôlé par Majapahit ne s'étendait que sur une partie de l'est et du centre de Java. Les contrées tributaires étaient en fait des comptoirs formant un réseau commercial dont Majapahit était le centre. Majapahit y envoyait des dignitaires dont le rôle était de s'assurer que ces comptoirs ne s'adonnaient pas à un commerce privé qui échapperait au royaume.

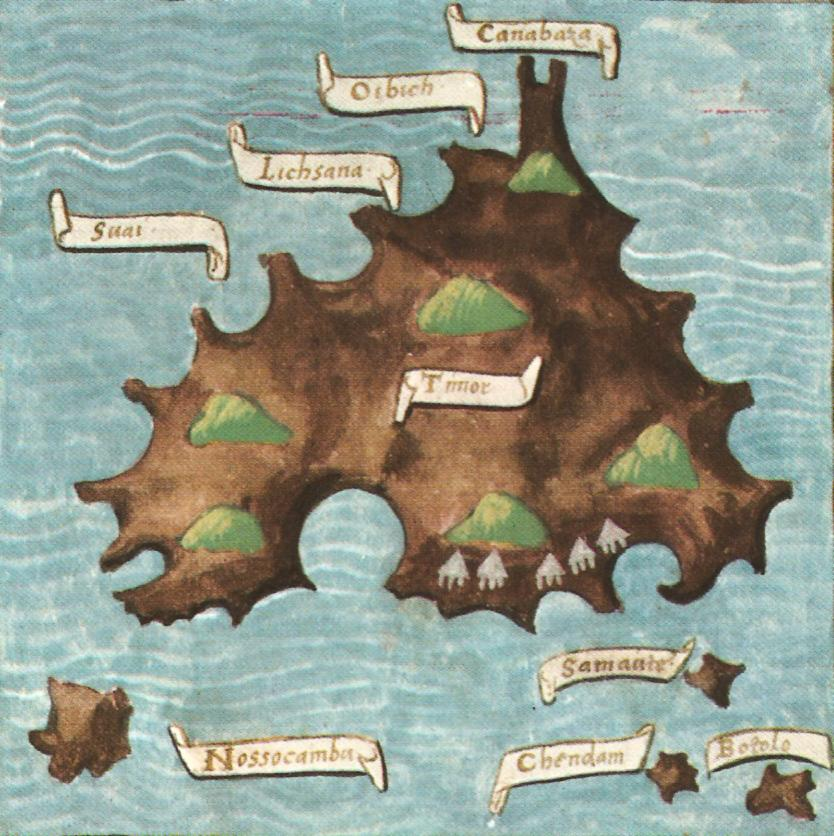
Illustration en forme de carte stylisée et schématique de Timor dans le manuscrit Beinecke de la relation d'Antonio Pigafetta

Tomé Pires, un apothicaire portugais qui, de 1512 à 1515, a habité Malacca, conquise en 1511, note dans sa Suma Oriental que le bois de santal provient de Sumba et Timor. Au XVIIe siècle, c'est toujours le cas de Timor, mais plus de Sumba. Florès, Roti et Savu ont peu d'intérêt pour la VOC (Vereenigde Oostindische Compagnie ou « Compagnie néerlandaise des Indes orientales »).
Les Portugais établissent un fort à Kupang dans l'ouest de l'île, puis l'abandonnent. La VOC occupe Kupang en 1653, mais doit faire face, pour le commerce du santal, à des marchands de Florès. Les Portugais se sont entretemps retirés au Timor oriental. L'île est donc divisée en deux :
- la partie occidentale, occupée par les Pays-Bas, est finalement intégrée dans les Indes néerlandaises, qui proclament leur indépendance en 1945 sous le nom de république d'Indonésie ;
- la partie orientale, colonie du Portugal.
- De 1512 à 1653, soit pendant cent quarante ans, l'ile fut entièrement sous contrôle colonial portugais. Les noms de la toponymie, des lieux, et les noms de familles à consonances portugaises sur toute l'ile, témoignent de nos jours de l'impact, et de l'héritage de la colonisation portugaise.

Au moment de la révolution des Œillets au Portugal en 1974, l'Indonésie envahit le Timor oriental, alors que le Fretilin, le principal mouvement indépendantiste, venait d'en déclarer l'indépendance. Suit une période d'occupation violente qui ne prendra fin qu'avec l'arrivée en 1999 de troupes internationales sous l'égide des Nations unies, à la suite d'un référendum organisé par le gouvernement indonésien, par lequel quelque 80 % de la population du Timor oriental refuse le maintien dans l'Indonésie. En 2002, le Timor oriental a été officiellement reconnu État indépendant par la communauté internationale.
En 2012, le retrait définitif des casques bleus a été annoncé pour l'année 2013, et le gouvernement a officiellement annoncé un relèvement économique léger mais optimiste.
Dans la partie occidentale de l'Île de Timor, les noms de famille des habitants, dans l'ensemble, ont conservé des noms portugais, mais le bahasa indonesia (l'indonésien) est la langue véhiculaire, avec le tétoum et divers autres dialectes, le portugais ayant disparu avant 1920. Les habitants sont majoritairement chrétiens, catholiques ou protestants, avec une petite minorité musulmane de moins de 10 % de la population.